# B'Day
Cet article possède un paronyme, voir Birthday.
Albums de Beyoncé
Dangerously in Love
(2003) I Am... Sasha Fierce
(2008)
Singles
1. Déjà Vu
Sortie : 24 juin 2006
2. Ring the Alarm
Sortie : 5 août 2006
3. Irreplaceable
Sortie : 8 septembre 2006
4. Beautiful Liar
Sortie : 12 février 2007
5. Get Me Bodied
Sortie : 10 juillet 2007
6. Green Light
Sortie : 30 juillet 2007

B'Day est le deuxième album studio de la chanteuse américaine de R'n'B Beyoncé, sorti le 4 septembre 2006 sur le label Columbia Records en collaboration avec Music World Music et Sony Urban Music. La sortie coïncide avec le 25e anniversaire de Beyoncé. À l'origine, l'album doit sortir en 2004, faisant suite à son premier album solo Dangerously in Love sorti en 2003. Cependant, le projet est suspendu au profit de Destiny Fulfilled, le dernier album de son groupe, les Destiny's Child, ainsi que de son premier rôle dans le film Dreamgirls, tourné de janvier à avril 2006 et sorti en décembre de la même année.
Durant son temps libre sur le tournage de Dreamgirls, Knowles contacte des réalisateurs artistiques. L'enregistrement de l'album dure trois semaines. La plupart des paroles s'inspirent du rôle qu'elle interprète dans Dreamgirls. Musicalement, l'album est influencé par le funk et les ballades des années 1970 et 1980 ainsi que par l'urban, tel que le hip-hop ou le R'n'B.
À la sortie de l'album, l'accueil critique est généralement positif de la plupart des critiques de musique, bien que la production relativement courte de l'album fasse l'objet de critiques. L'album permet à Knowles de remporter le titre de meilleur album r&b contemporain lors de la 49e cérémonie des Grammy Awards. L'album est commercialement bien accueilli aux États-Unis, avec près de 541 000 unités vendues la première semaine d'exploitation de l'album. Par la suite l'album est certifié par la Recording Industry Association of America quintuple disque de platine. L'album est certifié disque de platine en Australie, Canada et Royaume-Uni, et disque d'or en Allemagne, Belgique (Flandre et Wallonie), France, Mexique, Suisse et Royaume-Uni (pour la version deluxe). Il a terminé douzième du classement du SNEP en France de 2006 à 2007.
Pour la promotion de l'album six singles sont extraits, trois d'entre eux ont connu un succès commercial dont Déjà Vu, Irreplaceable et Beautiful Liar en duo avec Shakira. Le B'Day Anthology Video Album, qui contient treize vidéos clip pour accompagner les chansons est sorti en même temps que la version deluxe de B'Day. Knowles poursuit la promotion de son deuxième album par une tournée de concert en 2007 sur The Beyoncé Experience. Un album live The Beyoncé Experience Live, sort avec des photos de la tournée. B'Day s'est écoulé à plus de 8 millions d'exemplaires dans le monde.

## Genèse de l'album
En 2002, pour son premier album Dangerously in Love, Knowles a enregistré près de 44 chansons. Après la sortie de l'album en 2003, elle prévoit de produire un album-suite utilisant les chansons qui n'ont pas été retenues. Cependant, le groupe Destiny's Child dont elle fait partie, entre en production de leur dernier album Destiny Fulfilled qui sort à la fin de l'année 2004. En 2005, elle se concentre sur la promotion et l'ultime tournée du groupe. Son projet d'enregistrer son deuxième album à la fin de l'année 2005 est repoussé, du fait qu'elle obtient le rôle principal de l'adaptation de la comédie musicale de Broadway sorti en 1981, Dreamgirls. Voulant se concentrer sur le film, Knowles attend que le tournage soit terminé pour commencer l'enregistrement de son deuxième album. Knowles explique au magazine Billboard : « Je ne commencerai pas à écrire pour l'album tant que je n'ai pas fini le film ».
Un mois après avoir fini le tournage de Dreamgirls, Knowles entre en studio pour commencer à travailler sur l'album. Elle explique lorsque le tournage s'est terminé : « j'avais tellement d'éléments en réserve, tellement d'émotion, tellement d'idées ». Elle ne prévient pas son père et manager, Mathew Knowles lors du début de l'enregistrement. Les personnes informées étaient son A&R, Max Gousse et l'équipe de producteurs qu'elle avait contactée durant le tournage pour collaborer sur son album. Knowles commence à travailler avec les compositeurs-producteurs Rich Harrison, Rodney Jerkins, et Sean Garrett,. Elle collabore également avec de nombreuses personnalités telles que Cameron Wallace, les Neptunes, le duo de réalisateurs norvégiens Stargate, le rappeur-producteur de hip-hop américain Swizz Beatz et Walter Millsap. Deux femmes collaborent également sur l'album, une cousine de Knowles, Angela Beyincé, qui participe déjà lors de Dangerously in Love et Makeba Riddick.

## Caractéristiques de l'album

### Écriture et réalisation des chansons
Knowles est influencée par la méthode de son compagnon Jay-Z qui enregistre simultanément avec plusieurs réalisateurs artistiques, de ce fait, elle a réservé tous les studios de Sony Music Studio pour Harrison, Jerkins et Garrett, disposant chacun d'une salle de travail,. Durant les sessions d'enregistrement, Knowles peut circuler de studio en studio pour voir l'avancée des réalisateurs, favorisant une « compétition ». Quand Knowles trouve du potentiel à une chanson, elle réunit le groupe pour délibérer et, si c'est bon, la chanson est finalisée. Pendant que Knowles et une équipe réfléchissent aux paroles, les autres collaborateurs comme les Neptunes, Jerkins et Swizz Beatz réalisent simultanément la chanson, pouvant passer jusqu'à 14 heures en studio par jour. Knowles arrange, coécrit et coproduit toutes les chansons.
Swizz Beatz réalise quatre chansons de l'album, le plus par rapport aux autres. Knowles enregistre trois chansons par jour, pour finir d'enregistrer l'album en moins de 15 jours. La sortie de B'Day est prévu pour coïncider avec l'anniversaire de la chanteuse, il est fini en trois semaines, alors que six en était prévu,. 25 chansons sont produites pour l'album, 10 sont sélectionnées pour faire partie de la liste finale, et être masterisées au mois de juillet 2006.

### Styles, thèmes et influences
B'Day est musicalement conçu pour avoir un son qui marie les genres musicaux américains. Il prend comme inspiration l'album précédent tout en incorporant des éléments de style urban avec des éléments venant du R'n'B et du hip-hop. Certaines chansons sont inspirées du style des années 1970 et des années 1980, dont l'usage d'échantillon. La chanson Suga Mama emploie un échantillon de guitare de Searching for Soul du groupe de funk Jake Wade and the Soul Searchers qui rappelle les mélodies de Go-Go influencé par les années 1970-1980,. Upgrade U contient un échantillon de la chanson Girls Can't Do What the Guys Do de la chanteuse Betty Wright sorti en 1968. La chanson Resentment en revanche utilise un échantillon de Curtis Mayfield avec un échantillon de Think de l'album Superfly qui est la bande originale du film Superfly sorti en 1972. La chanson Déjà Vu a une influence des années 1970 selon Andy Kellman d'AllMusic. Green Light a un groove typique de Pharrell Williams.

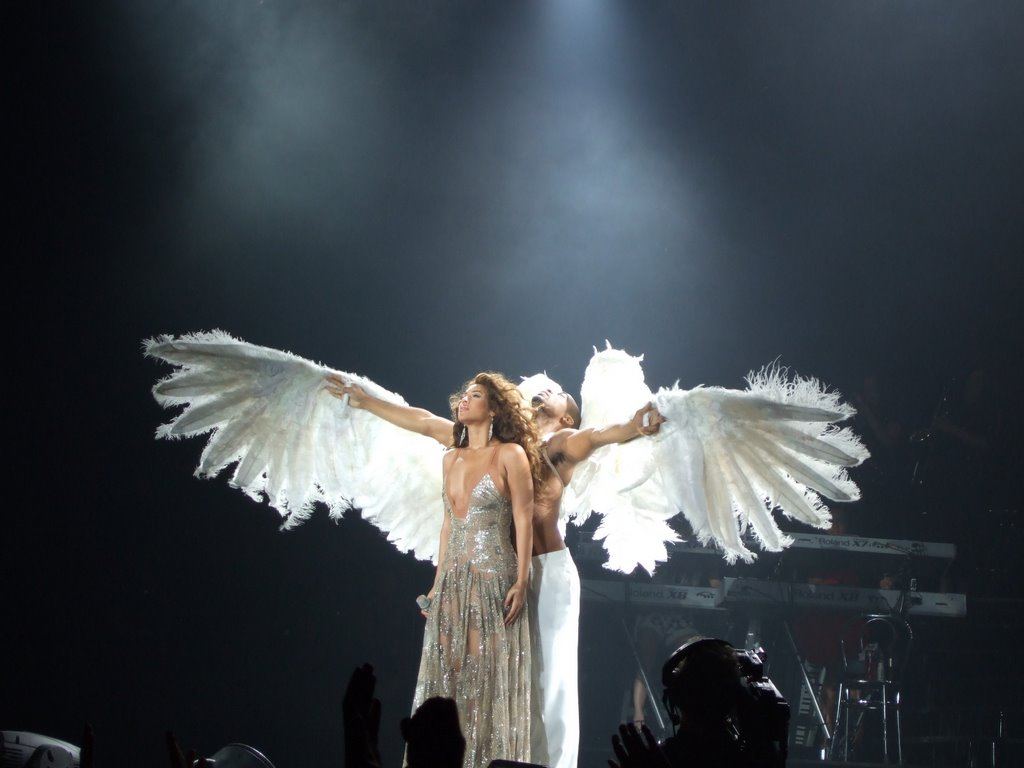
Beyoncé lors de la tournée The Beyoncé Experience en 2007.

Knowles a conçu la plus grande partie des chansons de l'album, souhaitant une orchestration pour plusieurs instruments. Cela s'entend sur la chanson Déjà Vu, où il y a une basse, un conga, un charleston, des cors et un Roland TR-808. Dans une interview, Knowles explique que lors de l'enregistrement de Déjà Vu, elle savait déjà qu'elle voulait utiliser pour l'album de véritables instruments pour toutes les chansons. Bien que Déjà Vu utilise une production avec de nombreux instruments pour créer la mélodie, d'autres morceaux comme Ring the Alarm utilisent principalement des percussions ou, pour Irreplaceable, une guitare.
La plupart des thèmes et musiques de l'album sont inspirés du rôle de Knowles dans le film Dreamgirls. L'intrigue du film est centrée autour du groupe fictif des années 1960, composé de trois jeunes femmes, The Dreams. Knowles interprète le rôle de Deena Jones, la chanteuse leader du groupe qui est l'épouse de Curtis Taylor, le manageur du groupe qui abuse émotionnellement d'elle. Par ce rôle, Knowles est inspirée dans la production d'un album empreint des thèmes tel que le féminisme ou encore la prise du pouvoir par les femmes,. Dans la chanson bonus, Encore for the Fans, Knowles dit : « Parce que je suis si inspirée par Deena, j'ai écrit des chansons qui disent tout ce que je souhaite, et qu'elle aurait dit dans le film ».

### Pochette et artwork

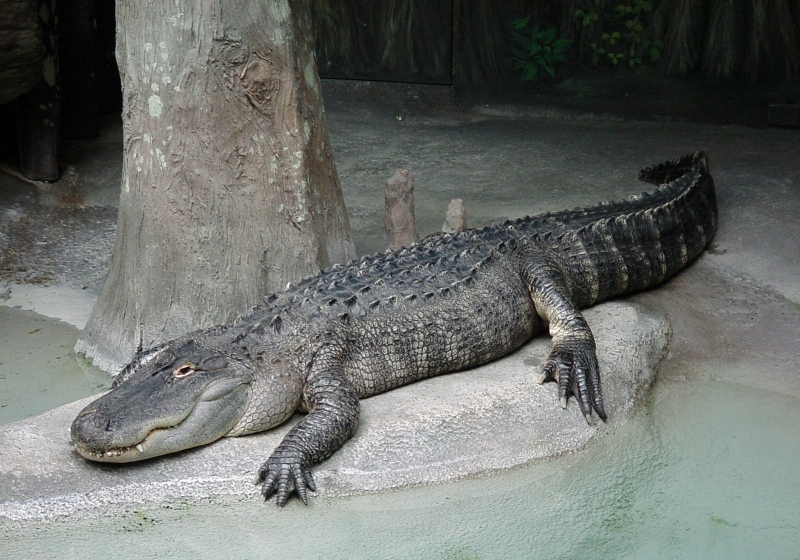
Un alligator d'Amérique, animal représenté sur le livret de l'album.

Pour Le Parisien, la pochette de l'album et l'artwork sont « pour le moins aguicheurs », avec entre autres la « choucroute à la Brigitte Bardot », les « tenues hispanisantes », et une « silhouette de rêve tenant deux alligators en laisse ».
Knowles, lors de l'émission radio « Le 6/9 » en septembre 2006, explique que durant le tournage de Dreamgirls, elle a découvert « des films années 1960 avec des femmes sublimes comme Brigitte Bardot » dont elle explique s'être inspirée pour « look » et son « maquillage » pour la pochette de l'album.
Quant aux photos présentes dans le livret de l'album où elle pose en tenant un alligator muselé, elle explique qu'il s'agit d'une référence à ses « racines en Louisiane, où l'alligator est un animal emblématique ». Elle voulait « montrer qu'une femme peut rester féminine et sexy tout en gardant le contrôle ».

## Promotion
B'Day sort sous le label Columbia Records en partenariat avec Sony Urban Music et Music World Music,. Une re-sortie en double-disque deluxe édition de l'album a lieu le 2 avril 2007, soit sept mois après la sortie de la version originale. Au Royaume-Uni, il ne sort que le 23 avril 2007. La nouvelle liste de titre, contient cinq nouvelles chansons dont Beautiful Liar, un duo avec la chanteuse colombienne Shakira. Amor Gitano ou Gypsy Love qui est une chanson pop-flamenco en duo avec le chanteur mexicain Alejandro Fernández, qui est également la bande originale du soap-opera de Telemundo El Zorro, qui inclut une nouvelle version en espagnol de la chanson. L'idée d'enregistrer dans une langue autre que l'anglais vient de sa collaboration avec Alejandro Sanz pour Quisiera Ser. Knowles travaille alors avec le producteur Rudy Perez pour ces enregistrements.

### Singles
Déjà Vu, avec Jay-Z, sort le 24 juin 2006. comme single principal de l'album. Green Light prévu pour être le deuxième single pour le marché international n'est finalement pas choisi. Le management opte pour Ring the Alarm pour le marché américain et préfère Irreplaceable pour le marché international en tant deuxième single international et troisième pour les États-Unis. Ring the Alarm sort le 5 août 2006, il se classe 12e dans le Billboard Hot 100, effectuant ainsi la meilleure entrée d'un single de Knowles dans ce classement. Upgrade U, également avec Jay-Z, sort comme single promotionnel en novembre 2006, et atteint la 59e place du Hot 100.
Le 3e single Irreplaceable est la meilleure vente aux États-Unis en 2007 et le 25e titre le plus vendu de la décennie 2000. Rolling Stone classe cette chanson à la 60e place dans leur classement des meilleures chansons des années 2000. Irreplaceable est le single ayant connu le plus grand succès de cet album, un accueil critique positif, le titre se classe durant 10 semaines numéro 1 dans le Billboard Hot 100. Le clip vidéo de la chanson contient les débuts du groupe Suga Mama, composé exclusivement de femmes.
Get Me Bodied sort le 10 juillet 2007 en tant que 5e extrait. Get Me Bodied atteint la 68e place dans le Hot 100. Dans le clip vidéo de la chanson apparait sa sœur Solange Knowles et ses anciennes partenaire des Destiny's Child Kelly Rowland et Michelle Williams dans une ambiance des années 1960. Green Light sort au Royaume-Uni et aux États-Unis le 30 juillet 2007. Sort également un EP de remixe Green Light: Freemasons EP le 17 juillet 2007 en téléchargement.

### Tournée

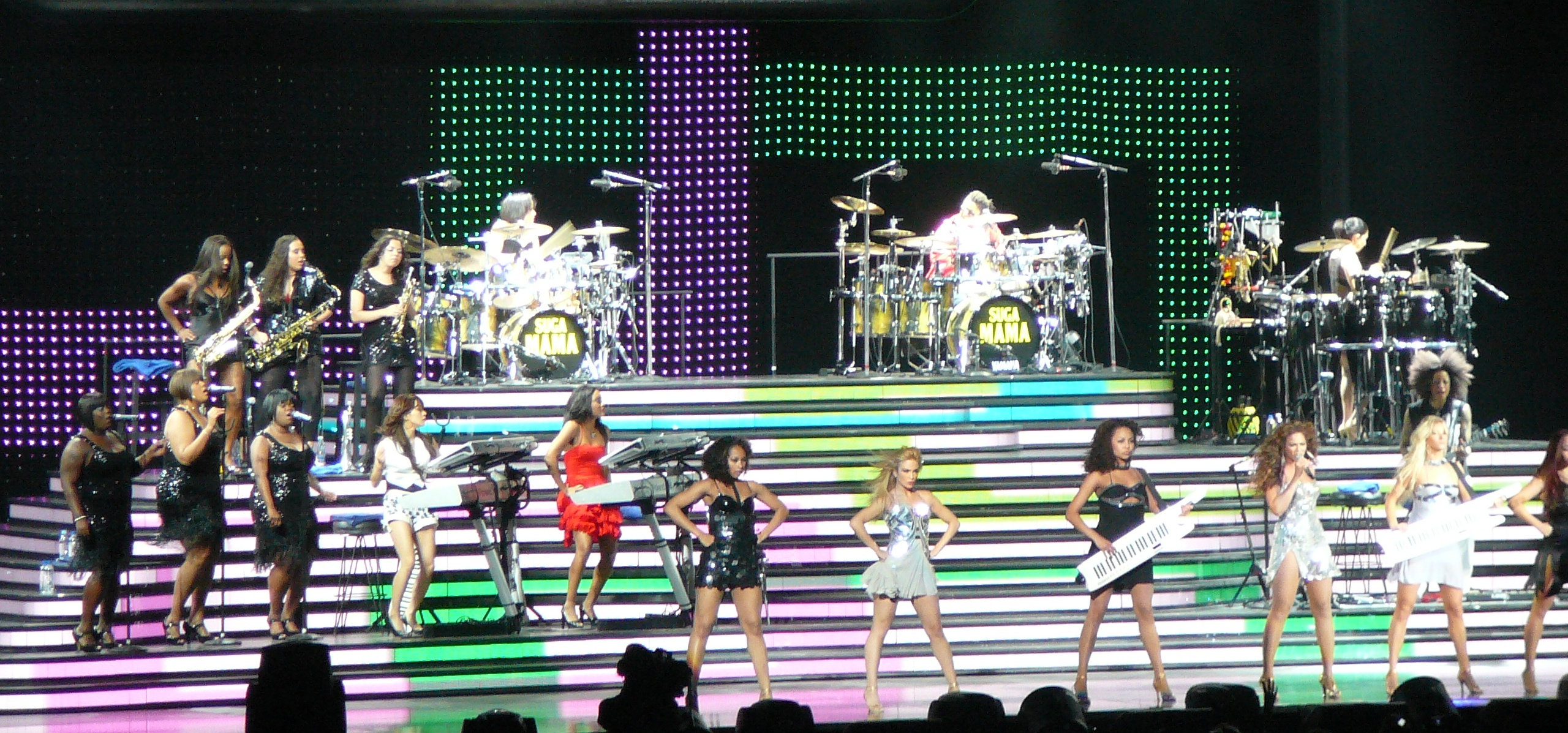
Knowles chantant Green Light durant The Beyoncé Experience.

Mi-2006, Knowles a lancé un casting pour créer un groupe de musiciennes pour sa tournée The Beyoncé Experience, pour promouvoir l'album B'Day. Elle recherche alors une pianiste, une bassiste, des guitaristes, une joueuse de cor d'harmonie, des percussionnistes et des batteuses lors de neuf auditions,. Knowles commence sa tournée au Japon le 10 avril 2007 et la termine le 30 décembre 2007 à Las Vegas.

## Accueil

### Critique
À sa sortie, l'album a reçu des critiques généralement positives, si l'on se base sur le score de Metacritic, de 70/100.
Bill Lamb d'About.com complimente l'album pour le travail exsudant d'une « femme avec un objectif, de l'énergie, une empathie et une puissance vocale à partager », attribuant ainsi à l'album une note de 4,5/5. Jody Rosen d'Entertainment Weekly note que les chansons de l'album « arrivent comme une grande bouffée de rythme et d'émotion, avec l'ondulation de la voix de Beyoncé en fonction du rythme », attribuant un « B+ » à l'album. John Weimer du magazine Blender approuve l'album en lui attribuant un 4/5 pour une « production au rythme up-tempo qui empêcheront les pistes de danse de se refroidir ». Gail Mitchell de Billboard magazine écrit que « tout au long [de l'album], elle se laisse joyeusement aller, s'abandonnant à la création pure, et ne craignant pas de repousser les limites tant sur le plan lyrique que musical ». Sal Cinquemani de Slant Magazine note que « B'Day rappelle l'ancien groupe de Knowles lorsqu'il était à son apogée commercial ». Dans sa critique musicale pour MSN Music, Robert Christgau donne à B'Day un A-. Sarah Rodman du Boston Globe explique que les producteurs « ont aidé Beyoncé à être plus incisive, des titres au rythme rapide qui donne à sa voix soprano une nouvelle place », et souligne que cela permet de « mettre à nu sa rage et sa vulnérabilité ». Caroline Sullivan du Guardian trouve bien les thèmes de l'album, « en dehors de quelques espaces remplis par un peu de pop-R&B, il n'y a pas beaucoup d'aversion dans B'Day ».
Cependant, d'autres critiques soulignent des faiblesses dans la production de l'album. Pour le critique du Parisien, l'album est en demi-teinte. Il trouve que Beyoncé « perd le plus souvent sa voix en forçant sur les aigus, comme égarée dans les rythmes clinquants ». Cependant, il explique qu'« heureusement », il reste « quelques titres - comme le rétro Suga Mama, les syncopés Upgrade You et Freakum Dress » qui « empêchent de désespérer complètement de Beyoncé ». Après qu'il a surmonté « la déception provoquée par le premier single ». Roger Friedman de Fox News critique négativement l'album. Friedman explique que dû au grand nombre de participation dans la production de l'album, et que les producteurs n'ont pas vraiment d'objectif, cela donne un résultat assez mauvais avec « un chant strident et invariablement des chansons peu mélodieuses ». Brian Hiatt de Rolling Stone affirme que « bien que le disque soit essentiellement up-tempo, il ne manque jamais d'énergie », puis nuançant par le fait que les « refrains n'arrivent pas au niveau de Crazy in Love ou des meilleurs succès des Destiny Child ». Mike Joseph de PopMatters explique que « ce n'est pas un travail de génie. C'est un album solide », mais il a « le sentiment que cet album aurait pu être un peu précipité » et que si l'on met de côté de « sa courte durée, il sonne d'une manière suspecte, pas assez aboutie ». Laurent Rigoulet de Télérama déplore que « les morceaux excitants sont rares » en citant Ring the Alarm et Upgrade U, et ce « malgré la production haute couture ». Pour lui « B'Day n'est qu'un remake poussif de son premier album ». La production relativement courte de l'album fait l'objet de critiques,,.
Beyoncé est nommée pour cet album en 2007 à cinq catégories des Grammy Awards, dont le meilleur album R&B, meilleure chanteuse R&B et meilleure chanson R&B pour Ring the Alarm, et meilleure collaboration de rap pour Déjà Vu. Les mix pour les clubs de Freemasons de la chanson Déjà Vu sans le rap, dans meilleur remix. B'Day remporte le meilleur album R&B lors de la 49e céréminonie des Grammy Awards. L'année suivante, B'Day est nommé dans deux catégories pour la meilleure chanson avec Irreplaceable et meilleure collaboration pop pour Beautiful Liar. Beyoncé est nommée également pour sa participation dans le film Dreamgirls.

### Controverse
Trois semaines après la sortie, la version Deluxe et l'anthologie DVD sont temporairement retirées des magasins. Une plainte a été déposée pour rupture de contrat sur l'utilisation de la chanson Still in Love (Kissing You), reprise d'une version de la chanteuse britannique Des'ree intitulée Kissing You. Le contrat avec Des'ree stipulait que le titre de la chanson ne soit pas modifié et qu'il n'y ait pas de clip vidéo,. Après l'incident, la réédition n'inclut plus le titre.
L'artwork de B'Day, dont la pochette du single Ring the Alarm, alimente la polémique après que Knowles pose avec des alligators durant la séance photo. Knowles explique que l'utilisation des animaux, et le fait qu'ils soient muselés, était son idée. Le groupe People for the Ethical Treatment of Animals, une organisation des droits des animaux, après avoir appris de surcroît que la chanteuse utilise de la fourrure pour sa ligne de vêtements, a contacté un biologiste qui, par la suite, écrit une lettre à Knowles :

« Je suis préoccupé que vous ayez posé avec un bébé alligator terrifié pour la pochette de votre nouvel album (...) À mon avis, cela constitue un mauvais traitement à un animal, »

— Clifford Warwick
En 2007, Knowles fait la couverture du magazine Billboard et de journaux aux États-Unis pour avoir posée sur la 4e de couverture de la pochette de l'album en tenant à la main une cigarette. L'image provoque la colère des groupes anti-tabac, qui expliquent qu'elle n'a pas besoin d'une cigarette pour paraître plus « sophistiquée ».

### Réception commerciale, classement et certification
Aux États-Unis, B'Day se classe à la première position du Billboard 200, dans l'édition du 23 septembre 2006, devenant alors la meilleure entrée du classement,. L'album donne ainsi à Knowles sa seconde première place après l'album Dangerously in Love, qui se classe également lors de sa sortie à la première position. L'album s'est vendu à 541 000 unités une semaine après sa sortie, alors que Dangerously in Love avait été écoulé à 317 000 exemplaires, mais 122 000 exemplaires de moins qu'avec l'album Survivor de son groupe et ses 663 000 exemplaires vendus la semaine de la sortie.
Selon Nielsen SoundScan, B'Day est, en septembre 2006, la meilleure vente lors de la semaine de sortie depuis la première semaine du mois de mai 2006 avec la sortie de l'album 10,000 Days de Tool qui avait vendu 564 000 exemplaires. B'Day se classe également numéro du Billboard Top R&B/Hip-Hop Albums et, plus tard, du classement des ventes internet,. L'album ne reste cependant qu'une semaine numéro un, à la suite de la sortie de l'album de Justin Timberlake, FutureSex/LoveSounds qui le remplace alors en tête du classement la semaine suivante. En 2006, l'album est certifié triple disque de platine par la Recording Industry Association of America. B'Day est le 38e album le mieux vendu aux États-Unis en 2006.
Alors que les performances dans les classements diminuent début 2007, la sortie de l'édition deluxe, permet de maintenir l'album dans le top 10 des ventes, atteignant des chiffres de vente proches de 214 000 exemplaires à sa sortie en avril 2007. Après la première semaine, l'album qui était classé à la 63e place, monte de 60 places pour se classer 3e et se trouve alors à nouveau numéro un du classement Billboard Top R&B/Hip-Hop Albums. L'album augmente ses ventes de 903 %. Le 16 avril 2007, la Recording Industry Association of America certifie de nouveau B'Day comme triple album de platine, ajoutant les ventes de l'édition originale et de l'édition deluxe. Après deux ans dans les classements, l'album obtient la 170e meilleure vente d'album en 2008 aux États-Unis.
Internationalement, B'Day suscite généralement des réactions positives. Au Royaume-Uni, l'album débute numéro 3, le 11 septembre 2007 avec 35 000 exemplaires en une semaine. L'album est certifié depuis par le British Phonographic Industry comme disque de platine avec 300 000 exemplaires, depuis 2009 et la sortie de l'édition deluxe l'album dépasse les 500 000 exemplaires vendus. En France, l'album est certifié disque d'or, soit 75 000 exemplaires, bien qu'il n'atteint que la 12e place dans les classements,. Au Canada, l'album est certifié disque de platine, soit 100 000 exemplaires.  B'Day s'est écoulé à plus de 6 millions d'exemplaires dans le monde.
| Classement          | Meilleure position | Certification                 | Références |
| ------------------- | ------------------ | ----------------------------- | ---------- |
| Australie           | 8                  | Platine                       | ,          |
| Autriche            | 13                 | —                             | [ 77 ]     |
| Belgique (Flandre)  | 7                  | Or                            | ,          |
| Belgique (Wallonie) | 12                 | Or                            | ,          |
| Canada              | 3                  | Platine                       | ,          |
| France              | 12                 | Or                            | ,          |
| Allemagne           | 5                  | Or                            | [ 83 ]     |
| Mexique             | 9                  | Or                            | ,          |
| Nouvelle-Zélande    | 8                  | —                             | [ 86 ]     |
| Danemark            | 8                  | —                             | [ 87 ]     |
| Norvège             | 6                  | —                             | [ 87 ]     |
| Finlande            | 23                 | —                             | [ 87 ]     |
| Suède               | 15                 | —                             | [ 87 ]     |
| Suisse              | 2                  | Or                            | ,          |
| États-Unis          | 1                  | 5 × Platine                   |            |
| Royaume-Uni         | 3                  | Platine · Or (version deluxe) | ,          |

## Titres

### Édition standard
Source pour cette section
| No  | Titre                       | Auteur                                                                         | Producteur                                   | Durée |
| --- | --------------------------- | ------------------------------------------------------------------------------ | -------------------------------------------- | ----- |
| 1.  | Déjà Vu (featuring Jay-Z)   | Knowles,Jerkins,D.Thomas,Makeba,K..Price,Carter.                               | Rodney Jerkins et Beyoncé Knowles            | 4:00  |
| 2.  | Get Me Bodied               | B.Knowles,S.Knowles,Swizz Beatz,S.Garrett,Makeba,Angela Beyincé.               | Swizz Beatz, Beyoncé Knowles et Sean Garrett | 3:26  |
| 3.  | Suga Mama                   | Knowles,Harrison,Makeba,C.Middleton.                                           | Rich Harrison et Beyoncé Knowles             | 3:25  |
| 4.  | Upgrade U (featuring Jay-Z) | B.Knowles,S.Knowles,MK,Makeba,S.Garrett,Angela Beyincé,Carter,W.Clarke,C.Reid. | Cameron Wallace et Beyoncé Knowles           | 4:33  |
| 5.  | Ring the Alarm              | Knowles,Swizz Beatz,S.Garrett.                                                 | Swizz Beatz et Beyoncé Knowles               | 3:23  |
| 6.  | Kitty Kat                   | Knowles,P.Williams,Carter,Makeba.                                              | The Neptunes et Beyoncé Knowles              | 3:56  |
| 7.  | Freakum Dress               | Knowles,R.Harrison,Angela Beyincé,Makeba.                                      | Rich Harrison et Beyoncé Knowles             | 3:21  |
| 8.  | Green Light                 |                                                                                | The Neptunes et Beyoncé Knowles              | 3:30  |
| 9.  | Irreplaceable               | Ne-Yo                                                                          | Stargate et Beyoncé Knowles                  | 3:48  |
| 10. | Resentment                  | Knowles,Walter W. Millsap III, Candice Nelson,Curtis Mayfield.                 | Walter Millsap III et Beyoncé Knowles        | 4:41  |

#### Bonus Europe, Australien, Amérique du Sud
1. Check on It (featuring Bun B & Slim Thug) 3:30
2. Encore for the Fans (Bonus Track) 0:39
3. Listen (from Dreamgirls: Music from the Motion Picture) 3:39
4. Get Me Bodied (Extended Mix) 5:59

#### Bonus Amérique du Nord
1. Encore for the Fans' (Bonus track) 0:39
2. Listen (from Dreamgirls: Music from the Motion Picture) 3:39
3. Get Me Bodied (Extended Mix) 5:59

## Crédit
Source pour cette section

### Artistique
- Chant : Beyoncé Knowles
- Chant invité : Alejandro Fernández (Sony BMG Mexico), Bun B (Rap-a-Lot), Jay-Z (Roc-A-Fella/Def Jam), Shakira (Epic Records) et Slim Thug (Star Trak/Geffen Records)

### Technique
- Label : Columbia Records
- Distributeur : Sony BMG Music Entertainment
- Producteurs exécutifs : Beyoncé Knowles et Mathew Knowles pour Music World Production
- A&R : Max Gousse et Mathew Knowles
- Management : Mathew Knowles
- Mastering : Brian "Big Bass" Gardner à Bernie Grundman Mastering de Los Angeles
- Coordinateur de production : Monee Perry
- Marketing : Quincy S. Jackson
- Photographe : Max Vadukul
- Logo : I Love Dust
- Styliste : Tina Knowles et Ty Hunter
- Coiffure : Kimberly Kimble
- Maquillage : Francesca Tolot

## Dates de sorties
| Pays                      | Date             | Label    | Format                   |
| ------------------------- | ---------------- | -------- | ------------------------ |
| Union européenne et Monde | 4 septembre 2006 | Columbia | CD, téléchargement légal |
| Amérique du Nord          | 5 septembre 2006 | Columbia | CD, téléchargement légal |